# Weston (Virgínia de l'Oest)
Weston és una població dels Estats Units a l'estat de Virgínia de l'Oest. Segons el cens del 2000 tenia 4.317 habitants.

## Demografia
Segons el cens del 2000, Weston tenia 4.317 habitants, 1.942 habitatges, i 1.172 famílies. La densitat de població era de 980,5 habitants per km².
Dels 1.942 habitatges en un 24,5% hi vivien nens de menys de 18 anys, en un 44,4% hi vivien parelles casades, en un 13,2% dones solteres, i en un 39,6% no eren unitats familiars. En el 34,7% dels habitatges hi vivien persones soles el 18,6% de les quals corresponia a persones de 65 anys o més que vivien soles. El nombre mitjà de persones vivint en cada habitatge era de 2,22 i el nombre mitjà de persones que vivien en cada família era de 2,84.
Per edats la població es repartia de la següent manera: un 20,3% tenia menys de 18 anys, un 7,9% entre 18 i 24, un 27,1% entre 25 i 44, un 24,9% de 45 a 60 i un 19,7% 65 anys o més.
L'edat mediana era de 42 anys. Per cada 100 dones de 18 o més anys hi havia 80,4 homes.
La renda mediana per habitatge era de 26.690 $ i la renda mediana per família de 33.783 $. Els homes tenien una renda mediana de 27.988 $ mentre que les dones 17.335 $. La renda per capita de la població era de 14.089 $. Entorn del 15,1% de les famílies i el 18,8% de la població estaven per davall del llindar de pobresa.

## Poblacions més properes
El següent diagrama mostra les poblacions més properes.